# Sint-Dionysiuskerk (Fléron)

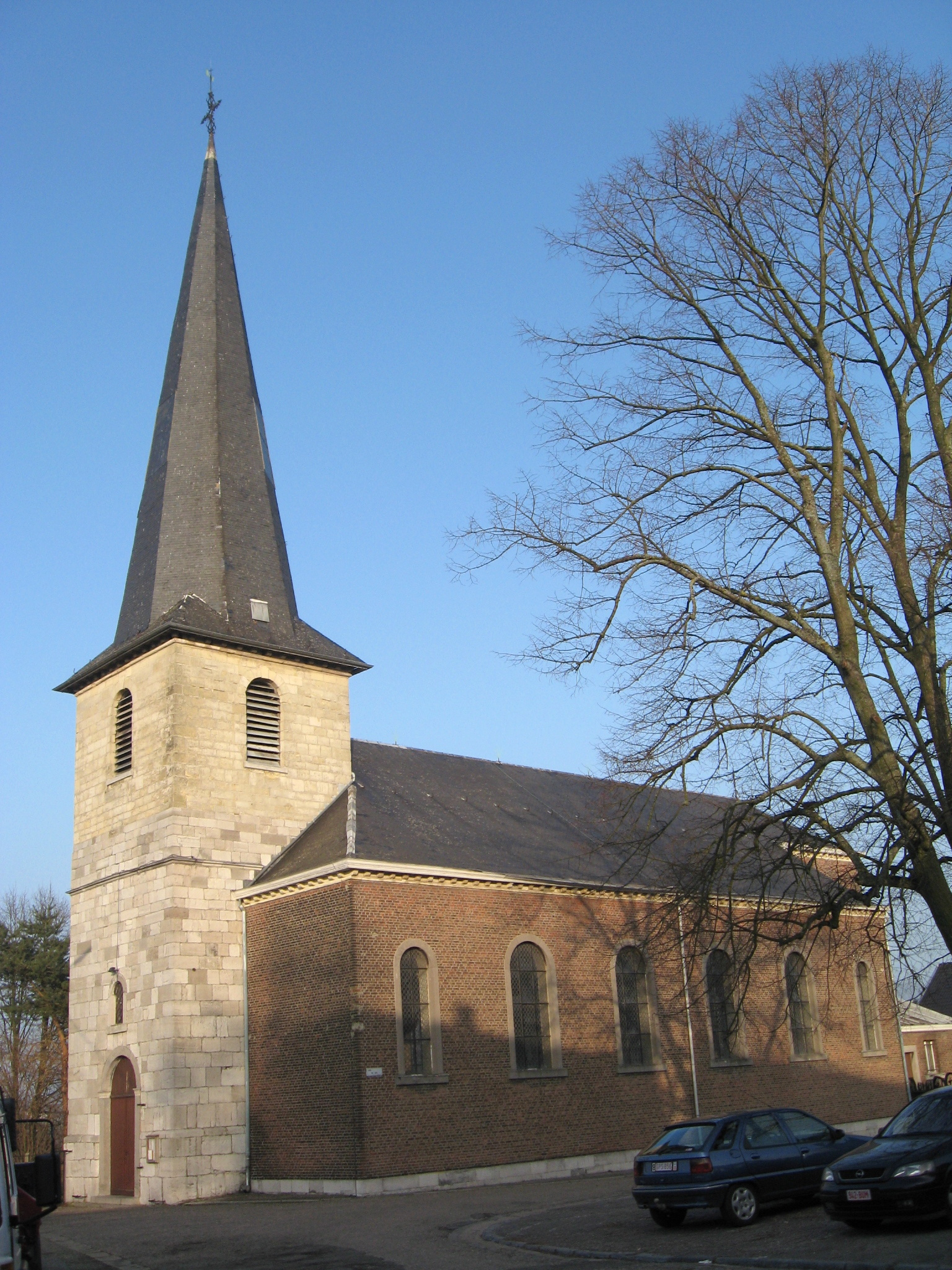
Sint-Dionysiuskerk

De Sint-Dionysiuskerk (Église Saint-Denis) is de parochiekerk van Fléron, gelegen in de gelijknamige Belgische gemeente aan de Rue du Bac.

## Geschiedenis
Oorspronkelijk stond hier een 12e-eeuwse romaanse kerk. In de 17e eeuw werd deze kerk gedeeltelijk door brand verwoest en weer hersteld. 
De huidige neoclassicistische kerk is van 1843-1845, de voorgebouwde toren is gebouwd in kalksteenblokken en is van omstreeks 1705. Hij werd verhoogd in 1845 en heeft een achtkante spits. Het driebeukige schip is gebouwd in baksteen en het koor is vlak afgesloten.

## Interieur
Het met fraai houtsnijwerk versierde hoofdaltaar van omstreeks 1750 is in rococostijl. Een zijaltaar, gewijd aan de Heilige Familie, is in barokstijl en van omstreeks 1650. Het Onze-Lieve-Vrouwe zij-altaar is van omstreeks 1850.
De kerk bezit twee 18e-eeuwse biechtstoelen. Een 25-tal 17e- en 18e-eeuwse grafkruisen zijn in de kerkhofmuur ingemetseld.